# 厄爾·史丹利·賈德納

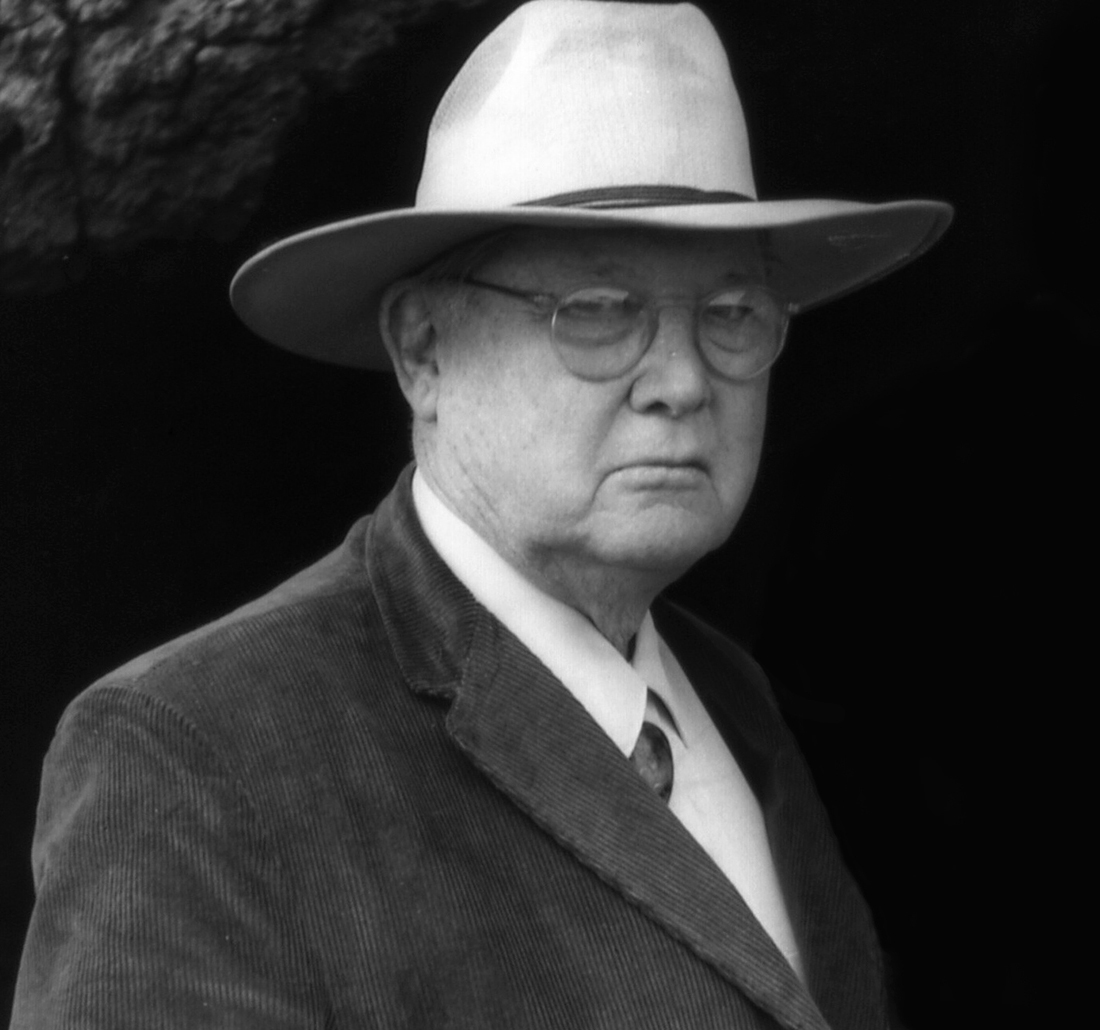
1966年的賈德納

厄爾·史丹利·賈德納（英語：Erle Stanley Gardner，1889年7月17日—1970年3月11日)，又譯賈德諾或伽德納，是美國律師，偵探小說(法律惊險小說)作家。其他筆名包括A.A. Fair, Kyle Corning, Charles M. Green, Carleton Kendrake, Charles J. Kenny, Les Tillray 和 Robert Parr。
作品除了著名的佩瑞·梅森，也包括《柯賴二氏探案》，又譯《妙探奇案系列》。

## 外部連結
- 侦探小说名词解释（一）